# Lambula flavobrunnea
Lambula flavobrunnea là một loài bướm đêm thuộc phân họ Arctiinae, họ Erebidae.